# Albatros G.II
L'Albatros G.II, designazione aziendale L 11, era un bombardiere bimotore biplano sviluppato dalla allora azienda tedesco imperiale Albatros Flugzeugwerke GmbH negli anni dieci del XX secolo e rimasto allo stadio di prototipo.
Progetto totalmente differente dal precedente e più grande G.I e caratterizzato, inusuale per i grandi velivoli del periodo destinati al bombardamento, da una sola coppia montanti interalari per lato al fine di diminuire la resistenza aerodinamica complessiva del modello, non riuscì in realtà ad impressionare per le limitate prestazioni fornite durante le prove di valutazione. Benché non approvato dall'Idflieg per la costruzione in serie, il G.II servirà come base di sviluppo per il successivo ed ultimo modello della serie G-Typ realizzato dall'azienda tedesco imperiale, il G.III, equipaggiato con una motorizzazione dalla maggior potenza disponibile.

## Storia del progetto
All'inizio della prima guerra mondiale, nel 1914, l'Idflieg emise una specifica per la fornitura di una nuova categoria di velivoli da bombardamento, designata Typ III, destinata ai reparti della Luftstreitkräfte, la componente aerea del Deutsches Heer (l'esercito imperiale tedesco) e caratterizzata dalla potenza erogata di 200 PS (Pferdestärke, cavallo vapore in lingua tedesca) ed un'autonomia di volo di 6 ore. Dato che allora non era disponibile una motorizzazione in grado di fornire una simile potenza le aziende, tra cui l'Albatros, progettarono dei modelli plurimotore.
Dopo aver realizzato, all'inizio del 1916, il G.I (L 4), un grande quadrimotore che risultato alle prove di volo gravemente sottopotenziato rimase allo stadio di prototipo, l'Albatros decise di compensare le carenze dei motori aeronautici a disposizione in quel periodo progettando un modello completamente differente, più compatto e leggero del precedente pur identificato come bombardiere medio, ed equipaggiato di due soli motori. Il nuovo modello, identificato dall'azienda come L 11, era un bimotore biplano realizzato in legno e tela e caratterizzato dalla soluzione in configurazione spingente.
Portato in volo per la prima volta nel corso del 1916 dal campo di volo dell'azienda di Berlino-Johannisthal e proposto alla commissione esaminatrice dell'Idflieg, organismo che gli assegnò la designazione ufficiale G.II, il modello si rivelò possedere prestazioni considerate insufficienti per il ruolo che era destinato a ricoprire, per cui l'azienda decise di concentrarsi su una successiva evoluzione del progetto che avrebbe ricevuto una motorizzazione dalla potenza finalmente adeguata.

## Tecnica
L'Albatros G.II era un grande velivolo che pur mantenendo l'aspetto generale dei modelli tedeschi pari ruolo del periodo, caratterizzati dalla configurazione alare biplana e dalla collocazione dei motori in configurazione spingente, introduceva alcune particolarità tecniche.
La fusoliera appare dalle poche fotografie a sezione rettangolare e che terminava in un impennaggio classico monoderiva e dotato di un solo elemento orizzontale.
La configurazione alare era biplana, caratterizzata principalmente da un'ala superiore a profilo spesso posizionata alta a parasole che era in grado di fornire la necessaria rigidezza strutturale consentendo l'adozione di una sola coppia, una per lato, di robusti montanti interalari "ad X". L'ala inferiore era tagliata sul bordo d'uscita in corrispondenza dell'intersezione del moto delle eliche dei motori.
Il carrello d'atterraggio era fisso, costituito da un asse ruotato principale sotto le ali integrato anteriore ad un secondo asse ruotato sotto il naso con funzione antiribaltamento ed un pattino di appoggio posteriore posizionato sotto la coda.
La propulsione era affidata ad una coppia di motori Benz Bz.III, un 6 cilindri in linea raffreddato a liquido capace di erogare una potenza pari a 150 PS (110 kW), posizionati in configurazione spingente in altrettante gondole collocate sopra l'ala inferiore, collegate all'ala inferiore e alla fusoliera tramite una serie di montanti. I motori erano abbinati ad un'elica bipala in legno a passo fisso di grandi dimensioni.

## Utilizzatori
Germania
- Luftstreitkräfte

utilizzato solo per prove di volo.

### Periodici
- (EN) An Interesting Enemy Bomber, su Flight, http://www.flightglobal.com/home/default.aspx, 31 ottobre 1918. URL consultato il 13 agosto 2013.